# Roger North

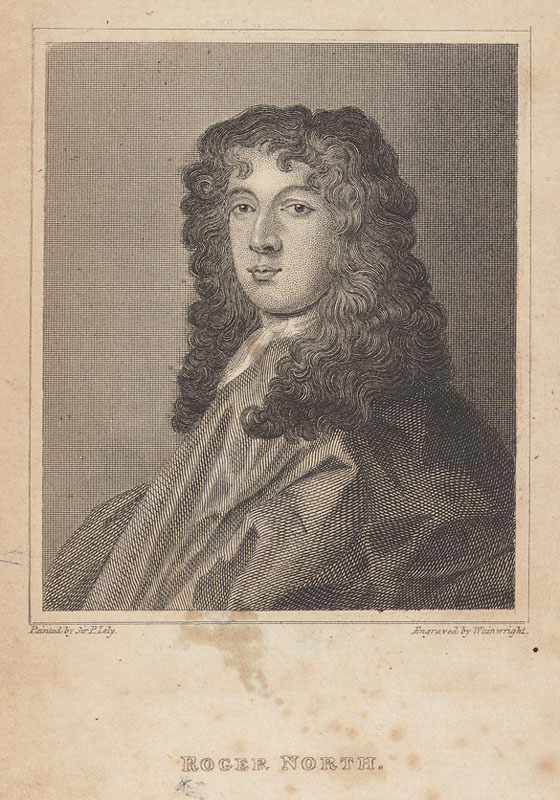
Roger North.

Roger North, född 3 september 1653 i Tostock, Suffolk, död 1 mars 1734 i Rougham, Norfolk, var en brittisk jurist och författare, bror till Francis och Dudley North.
North var 1684–88 kronjurist (solicitor general) och skrev den för tidens allmänna engelska historia värdefulla familjehistorien Lives of the North (utgiven bland annat av A. Jessopp 1890).